# Emanuel Larsen
Pour les articles homonymes, voir Larsen.
Carl Frederik Emanuel Larsen plus connu sous le nom Emanuel Larsen (15 septembre 1823 à Copenhague – 24 septembre 1859 à Copenhague) était un peintre danois de l'Âge d'or danois, spécialisé dans la représentation de paysages marins. Il entre à l'Académie royale des beaux-arts du Danemark en 1839 où il étudie sous la direction de Christoffer Wilhelm Eckersberg et Frederik Theodor Kloss. En 1845, le musée d'art national achète sa peinture Morgen ved Sjællands Kyst et la même année, il entreprend un voyage vers les Îles Féroé et l'Islande. Entre 1852 et 1854, il voyage vers l'Angleterre, les Pays-Bas, la Belgique, Paris et la côte méditerranéenne en France. Il meurt en 1859 de maladie.

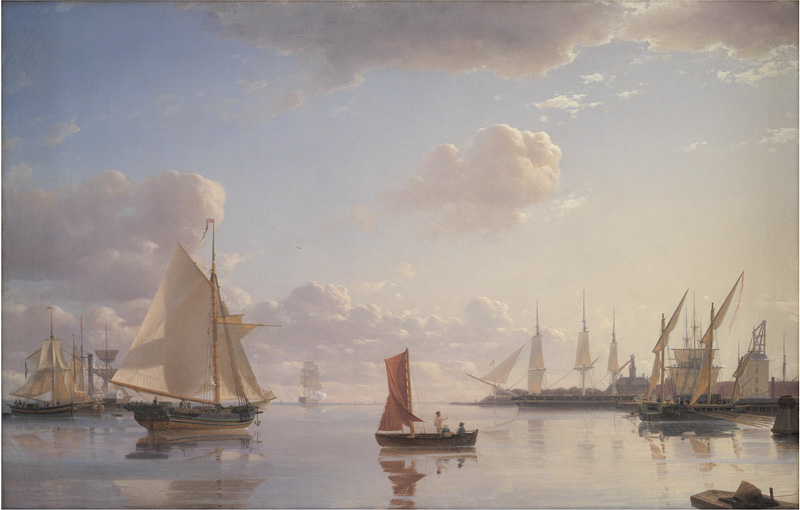
Udsigt fra Langelinie mod Nyholm med mastekranen morgenbelysning (1850).
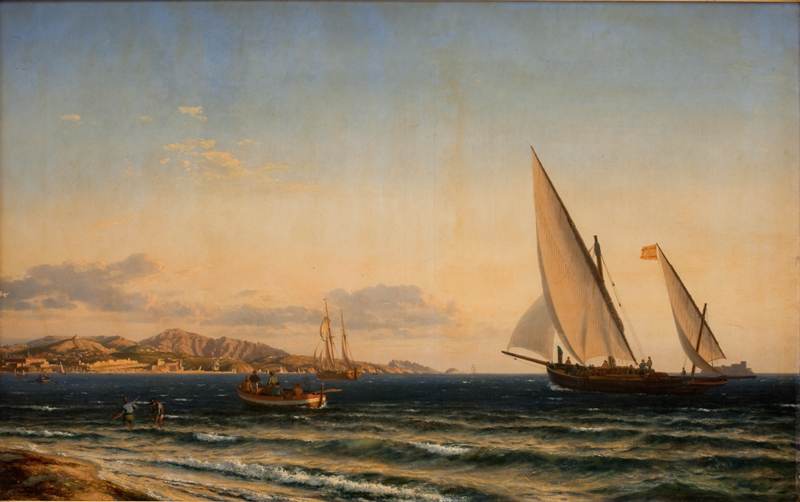
Aften ved Middelhavet, i baggrunden Marseille og øen If (1854).